# Botanophila rubrifrons
Botanophila rubrifrons este o specie de muște din genul Botanophila, familia Anthomyiidae. A fost descrisă pentru prima dată de Ringdahl în anul 1933. Conform Catalogue of Life specia Botanophila rubrifrons nu are subspecii cunoscute.